# Only Love Can Break Your Heart

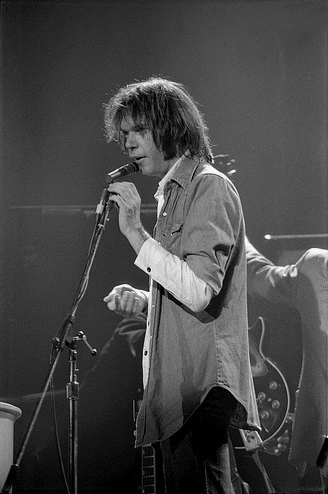
Neil Young (1976)

Only Love Can Break Your Heart  ist ein Lied von Neil Young, das 1970 auf dem Album After the Gold Rush veröffentlicht wurde. Es wurde im Oktober 1970 als Single veröffentlicht und wurde Youngs erster Top-40-Hit als Solokünstler, der auf Platz 33 in den USA landete.

## Entstehungsgeschichte und Aufnahme
Der Song wurde für Graham Nash geschrieben, nachdem Nash sich von Joni Mitchell getrennt hatte. Er wird gelobt als "scheinbar einfacher Song, der eine beträchtliche Aufmerksamkeit für Details beim Einsatz der Instrumente zeigt". Der Song ist im Drei-Viertel-Takt.

## Version von Saint Etienne
Im Jahr 1990 nahm die englische Band Saint Etienne eine Coverversion im Vier-Viertel-Takt auf, die auf ihrem Debütalbum Foxbase Alpha enthalten ist. Der Gesang stammt von Moira Lambert. Die Aufnahme, die in zwei Stunden entstand, brachte ihnen einen Plattenvertrag, ihre erste Single und ihren ersten Hit ein.